# Malayanomolorchus serraticornis
Malayanomolorchus serraticornis là một loài bọ cánh cứng trong họ Cerambycidae.